# 曾冲明
曾冲明（1931年12月—2018年4月17日），又名曾聪明，湖南省邵阳市人。教育家，翻译家。
1952年，毕业于东北商专俄语系。1953至1984年任教于吉林大学，先后任校长顾问苏联专家俄语翻译（1957年），外语系教学秘书，俄语共修教研室副主任，俄语专业教研室主任，英语共修教研室常务副主任。1985年后任长春外语高等专科学校校长，1987年后任长春大学负责人之一，兼任外语学院院长。1978年在吉大晋升俄语副教授，1985年在外专晋升教授。曾任中国俄语教学研究会第一届理事，吉林省外语学会第二届副理事长。1994年在长春大学退休至今。退休后二十年来从事翻译与写作千万余字。有俄译汉作品高尔基三部曲《童年》《在人间》《我的大学》、《普希金诗选》、《契诃夫短篇小说精选》、《猎人笔记》、英译汉作品《鲁滨逊漂流记》、《格列佛游记》、《欧·亨利短篇小说精选》、《安徒生童话精选》等。